# 7369 Gavrilin
7369 Gavrilin è un asteroide areosecante. Scoperto nel 1975, presenta un'orbita caratterizzata da un semiasse maggiore pari a 2,3699762 UA e da un'eccentricità di 0,3183833, inclinata di 21,81680° rispetto all'eclittica.